# Магала (Дубоссары)
Магала (рум. Mahala, Махала) — де-юре село, выделенное Молдовой в центральной части г. Дубоссары, наряду с селом Коржево входит в состав коммуны Коржево.

## География
«Село» расположено на высоте 56 метров над уровнем моря, в 53 км от Кишинёва.
Микрорайон Магала (в северо-центральной части г.Дубоссары, см. интерактивную карту г. Дубоссары, ПМР) включает в себя внутренние микрорайоны различных годов постройки (с севера на юг):
1) бывшая Матросская балка [микрорайон бывшей ЦРБ от северо-восточных окраин города до Коржевского, Молдавского и Еврейского кладбищ; бывший хутор отставных матросов XIX века]: северная часть ул. Энергетиков, ул. Склифасовского, ул. Рабочая, восточная часть ул. Моргулец; северная часть ул. Первомайской, ул. Чкалова и другие,
2) бывшая Верхняя Магала [микрорайон промышленной зоны 60-х годов постройки Пивзавода, Жилпрома и т. д.; от Еврейского кладбища до верхней части ручья Серебряный и Нового кладбища]: западная часть ул. Моргулец; северная часть ул. Комсомольской, ул. Корнеева, ул. Мира, ул. Пушкина, ул. Шишкина и другие,
3) бывший Городок энергетиков [первые жилые дома энергетиков бывшего ВЭСа, построенный при сооружении Дубоссарской ГЭС в 50-х годах от Молдавского кладбища до средней части ручья Серебряный и заброшенного Старого кладбища (XVI—XVIII веков)]: северная часть ул. Ломоносова, северная часть ул. Октябрьской, северная часть ул. Ленина; южная часть ул. Куйбышева, ул. Радищева, ул. Нестерова и другие,
4) бывшая Нижняя Магала — до 1924 года центральная часть села Магала [микрорайон бывшей старой больницы от заброшенного Старого кладбища (XVI—XVIII веков) до нижней части ручья Серебряный и «берега удачи» на реке Днестр: ул. Крянгэ, ул. Шостацкого, северная часть ул. Кирова, ул. Горького, ул. Рыбницкая, северная часть ул. Куйбышева и другие,
5) Малый Фонтан [от верхней части ручья Серебряный до Нового кладбища; название носит от родника — одного из источников этого ручья]: ул. Айвазовского, ул. Космонавтов; южная часть ул. Первомайской, ул. Шикунова, ул. Короленко, ул. Пирогова и другие.
Центральная площадь Магалы носит несколько названий: во времена Российской империи — Старая площадь, во времена СССР — площадь Советская, во времена ПМР — площадь Защитников. Центральные улицы микрорайона Магала Дубоссар сообщения городского общественного транспорта ПМР (с севера на юг): ул. Энергетиков, северная часть ул. Ленина, ул. Моргулец, северная часть ул. Ломоносова, северная часть ул. Октябрьской, ул. Горького, ул. Айвазовского, ул. Космонавтов.

## Административная принадлежность
В 1990 году, перед началом Приднестровского конфликта, город Дубоссары оказался под контролем ПМР.
В ходе конфликта половина личного состава Дубоссарского РОВД (во главе с майором И.Сипченко), чьё здание расположено территориально в микрорайоне Магала, перешла под юрисдикцию Приднестровской Молдавской Республики и создало на первом этаже здания Дубоссарского городского совета народных депутатов Дубоссарское ГОВД.
Магала де-юре считается Молдовой отдельным селом в Дубоссарском районе Молдавии.
Депутат Верховного Совета ПМР от избирательного округа, находящегося в микрорайонах Магала и Центральный — Пётр Пасат (житель ул. Космонавтов). Так же в микрорайоне Магала проживали бывшие главы гос. администрации ПМР г. Дубоссары: Владислав Финагин 1994—2007 (житель ул. Ломоносова), Игорь Мазур 2007—2012 (житель ул. Кирова).

## История
Село с названием Махала (Магала) впервые было упомянуто в начале XX века, но в 1667 г. на карте Польши (выпущена в Лондоне), обозначено на месте современной Магалы село Ташлык. Храмовый праздник в микрорайоне Магала отмечается в день св. Михаила — 21 ноября. В 1913 году в селе была открыта церковно-приходская школа (см. история г. Дубоссары).
В 1924 году село Магала и город Дубоссары были объединены в рабочий посёлок Дубоссары, с ликвидацией статуса города. В 1941—1944 г. во время румынской оккупации верхняя часть Дубоссар, отделённая колючей проволокой от нижних улиц Дубоссарского еврейского гетто в г. Дубоссары, так же называлась оккупантами селом Магала.

## Экономика и социальная сфера
В микрорайоне Магала расположены подчиняющиеся ПМР: Дубоссарская поликлиника], Дубоссарское РОВД ПМР, Дубоссарский ДДЮТ (Дом детско-юношеского творчества, пл. Советская), Дубоссарская русская школа № 2 (ул. Куйбышева), супермаркет «Шериф» (на ул. Горького), ГУП «Водоснабжение и водоотведение» (бывшее УВКХ г. Дубоссары), система газоснабжения, водоснабжения, теплоснабжения, коммунальных услуг Дубоссар, ПМР.
В микрорайонах Коржево и Магала г. Дубоссары действуют народные коллектив декоративно-прикладного творчества «Артемида» и «Волшебные нитки», известные за пределами ПМР. Здесь же живут и многие участники народного коллектива оркестра молдавских народных инструментов ПМР «Дойна Ниструлуй», народных коллективов украинских народных песен ПМР «Чорнобривцы», русских народных танцев ПМР «Русские узоры», и все представители дубоссарской вокальной группы ПМР «Гармония» В микрорайоне Коржево прошёл Храмовый праздник.